# Falco duboisi
Il gheppio di Riunione (Falco duboisi G. S. Cowles, 1994) era un uccello falconiforme della famiglia dei Falconidi. Viveva su Réunion, un'isola del gruppo delle Mascarene, ed era una delle specie appartenenti alla radiazione dei gheppi dell'Oceano Indiano occidentale.
Noto solamente a partire da alcune ossa subfossili e dalle descrizioni di Dubois pubblicate nel 1674, questo uccello era più grande del F. punctatus di Mauritius, suo stretto parente: aveva all'incirca le dimensioni di un gheppio comune, 35 cm dalla testa alla coda, con i maschi notevolmente più piccoli delle femmine. Questa caratteristica, sebbene tipica di gran parte dei rapaci, è particolarmente pronunciata nelle grandi specie ornitofaghe e riduce la competizione tra i sessi, che si trovano ad occupare nicchie differenti. Si presume che il gheppio di Réunion avesse avuto la stessa colorazione marroncina tipica dei suoi parenti più stretti, con le regioni inferiori più chiare segnate da macchie o strisce più scure e la coda, marrone o più probabilmente grigia, striata e dall'estremità nera. Le zampe erano gialle e piuttosto grandi, in rapporto alle dimensioni generali del resto del corpo. L'apertura alare era di 60–70 cm; le ali, più arrotondate di quelle del gheppio comune e molto simili a quelle del gheppio di Mauritius, consentivano a questa specie una grande manovrabilità di volo quando cacciava tra gli alberi della foresta. È probabile, ma non certo, che l'unica differenza tra i due sessi fosse dovuta alle diverse dimensioni. La specie si nutriva soprattutto di uccelli, ma certamente anche di insetti e della specie locale di geco (Phelsuma borbonica); Dubois annotò che, nonostante le piccole dimensioni, questo volatile era in grado di catturare polli domestici (probabilmente di media grandezza).

## Estinzione
Dubois cita tre diversi tipi di rapaci esistenti su Réunion agli inizi degli anni '70 del XVII secolo: in ordine decrescente di dimensioni essi erano i papangues (la [[Circus maillardi|specie locale di albanella]], tuttora esistente), i pieds jaunes («piedi gialli») e gli émerillons (termine utilizzato per indicare piccole specie di falchi, come lo smeriglio). Non è chiaro con quale di questi nomi Dubois volesse indicare i gheppi di Réunion. Da un'accurata analisi delle testimonianze è stato scoperto che molto probabilmente si trattava degli émerillon; i pieds jaunes, invece, erano un'altra specie migratrice di falchi (le uniche specie che si incontrano nell'area, il falco fuligginoso, il falco della regina e il falco pellegrino, erano più grandi di F. duboisi, se non nella lunghezza del corpo, almeno nell'apertura alare) o giovani esemplari di albanella, di colore diverso dagli esemplari adulti e con le zampe gialle. Questa spiegazione del nome sembra la più probabile, dato che con il nome pieds jaunes vennero indicate le giovani albanelle fino alla fine del XIX secolo. Tuttavia, rimane la remota possibilità che i sessi del gheppio di Réunion non differissero solamente per le dimensioni, ma anche nella colorazione. In questo caso, i maschi potrebbero essere stati gli émerillons e le femmine i pieds jaunes.
Quest'ultima ipotesi, però, è molto improbabile, dato che nel 1705 Feuilley citò come presenti sull'isola soltanto i papangues e i pieds jaunes. Il perché della scomparsa del gheppio di Réunion, che sembra essere avvenuta intorno al 1700, rimane un mistero, proprio come quello dell'estinzione del gufo di Réunion. A quei tempi i predatori introdotti dall'uomo non erano presenti in gran numero e probabilmente perfino i ratti non costituivano un grosso problema per questa specie. Certamente, dato che si nutriva di pollame, veniva considerato una specie nociva, ma è poco probabile che i cacciatori dell'epoca siano stati in grado di ridurre notevolmente la sua popolazione in così poco tempo, così come testimonia l'attuale sopravvivenza dell'albanella, anch'essa pesantemente cacciata nei secoli per lo stesso motivo.